# Babylonia pieroangelai
Babylonia pieroangelai Cossignani, 2008 è un mollusco gasteropode d'acqua salata appartenente alla famiglia Babyloniidae.
L'epiteto specifico è un omaggio al giornalista scientifico italiano Piero Angela.

## Descrizione
Babylonia pieroangelai è un raro gasteropode carnivoro e spazzino che abita fondali sabbiosi e fangosi. È stato recentemente separato da Babylonia perforata (Sowerby II, 1870), superficialmente simile, in base alla sua sutura più profonda, spalla molto più angolata, dimensioni maggiori e forma più allungata. La lunghezza tipica del guscio è intorno a 75 mm, ma esemplari molto grandi possono superare gli 85 mm.

## Distribuzione e habitat
Il mollusco è diffuso nel Mar Cinese meridionale.
La sua gamma di profondità tipica è fra 100 e 200 m.